# Constance Smedley

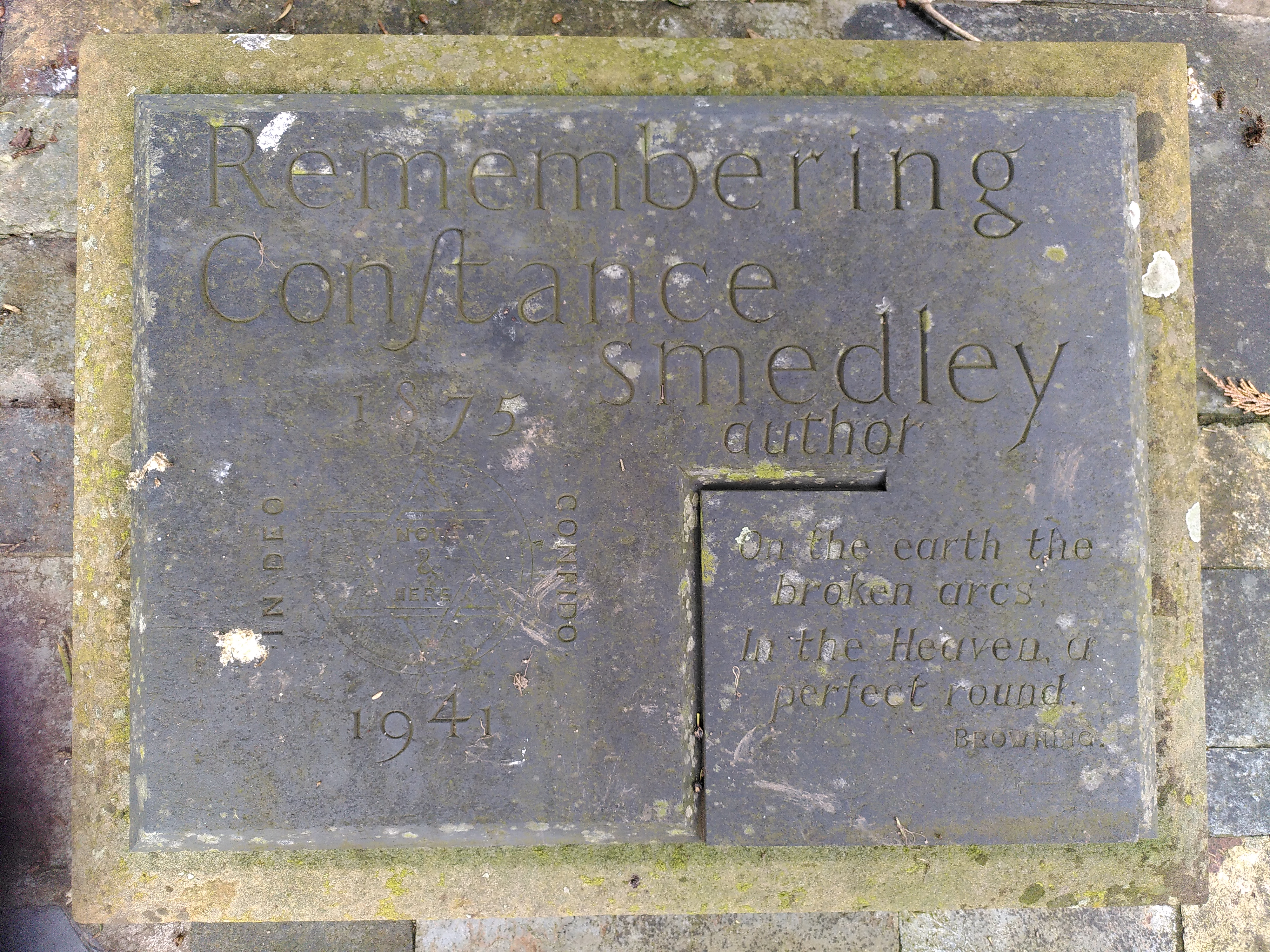
Lápida en la tumba de Constance Smedley

Constance Smedley (20 de junio de 1881 - 9 de marzo de 1941) fue una dramaturga y artista británica, fundadora de los Lyceum Club.
Estudió en la Escuela de Arte de Birmingham. En 1909 se casó con el artista Maxwell Armfield.  Se dio cuenta de que las mujeres necesitaban un club respetable que ofrece una buena hospitalidad. Las aspirantes mujeres necesitaban un lugar donde pudieran estar sin tener que invitar a la gente a sus hogares. Smedley se convirtió en el fundadora del Internacional Liceo Club. El club estaba en 128 Picadilly.